# Mahnmal für die Opfer des Nationalsozialismus (Passau)

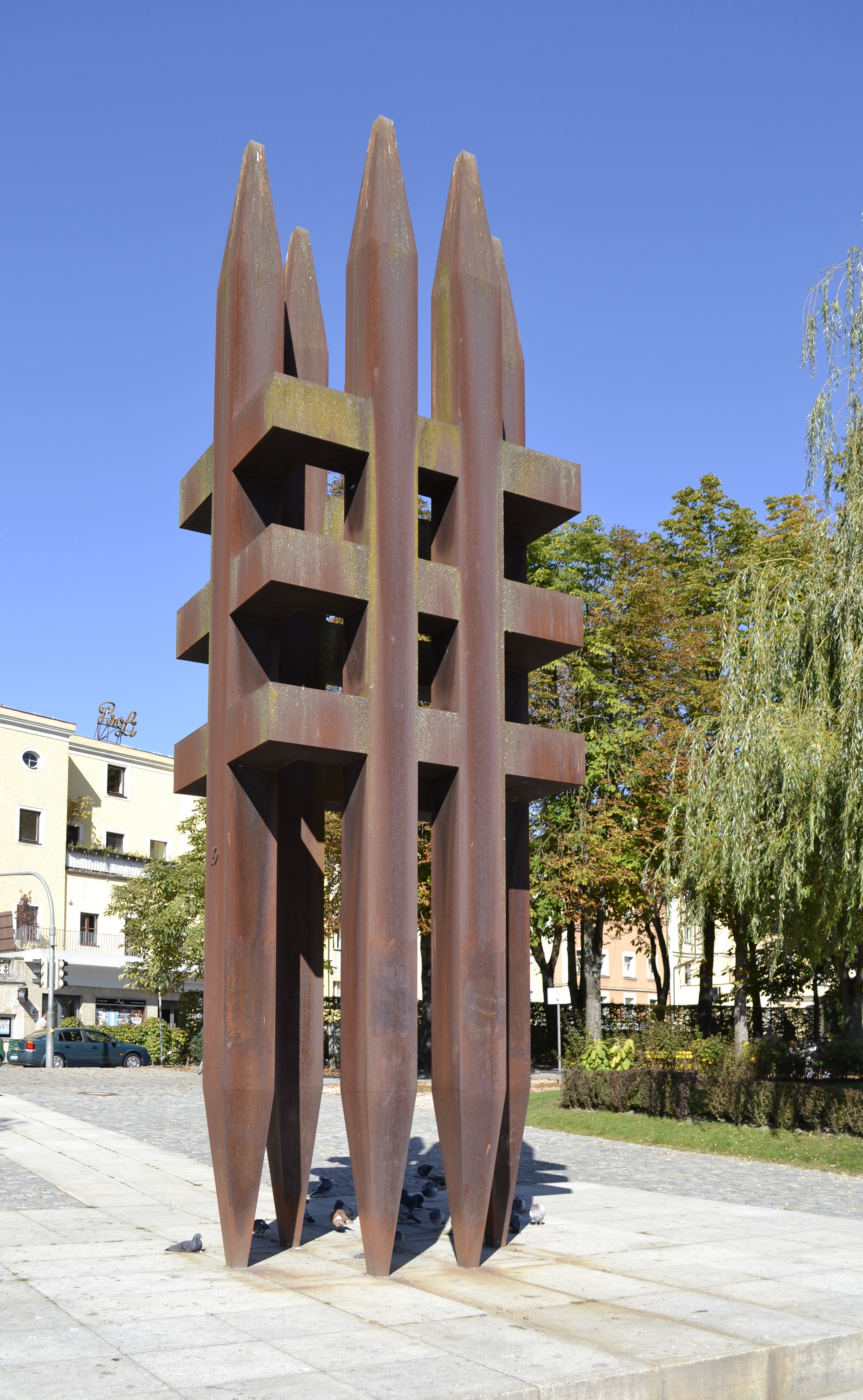
Das Mahnmal für die Opfer des Nationalsozialismus

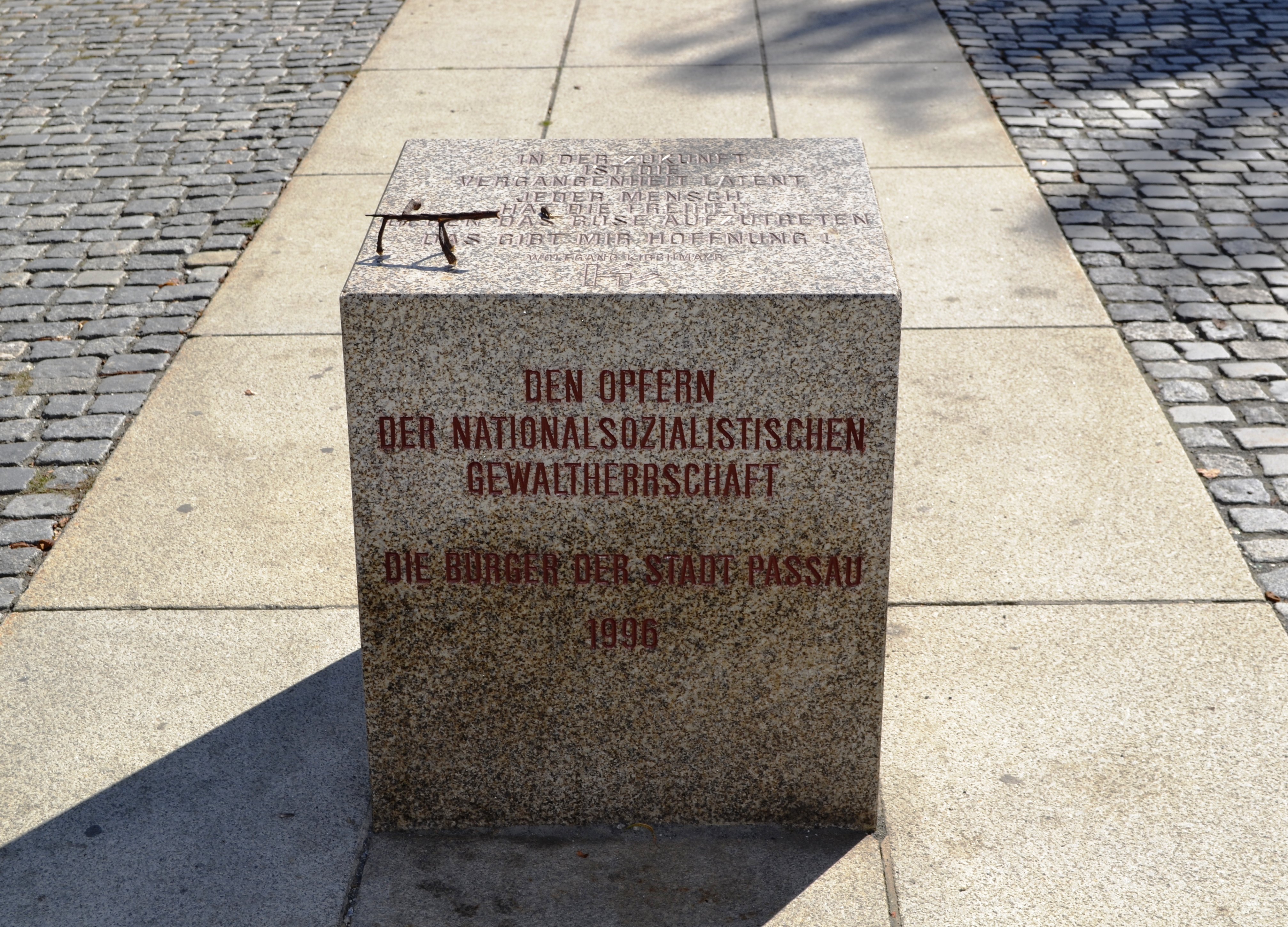
Der Granitwürfel vor dem Denkmal

Das Mahnmal für die Opfer des Nationalsozialismus ist ein Denkmal auf der Passauer Innpromenade in der Altstadt von Passau. Geschaffen wurde das Mahnmal vom österreichischen Künstler Wolfgang Kirchmayer.

## Komposition
Das Denkmal setzt sich zusammen aus einem sieben Meter hohen Gitterturm aus rostigem Stahl und einem Granitwürfel, der etwa fünf Meter vor dem Denkmal platziert ist. Der glatt geschliffene Granitblock ist auf der Ober- und Vorderseite beschriftet. Zudem befindet sich das Ensemble auf ungeschliffenen Bodenplatten aus grauem Granit.
Auf dem Granitwürfel vor dem Stahl-Denkmal ist auf der Oberseite ein Text von Wolfgang Kirchmayer zu lesen:
In der Zukunft
ist die
Vergangenheit latent
Jeder Mensch
hat die Freiheit
gegen das Böse aufzutreten
Das gibt mir Hoffnung
Auf der Vorderseite des Würfels befindet sich eine Widmung der Stadt Passau:
Den Opfern
der nationalsozialistischen 
Gewaltherrschaft
Die Bürger der Stadt Passau
1996

## Geschichte
Die Errichtung eines Mahnmal für die Opfer der NS-Zeit hat in der Stadt Passau eine längere Geschichte. So wurde zwar bereits im Jahr 1947 vom Passauer Stadtrat die Realisierung eines solchen Denkmals beschlossen, nur erfolgte keine Umsetzung. Vor allem über einen Ort konnte keine Einigung erzielt werden. Erst 1983 wurde das Vorhaben erneut aufgegriffen – nicht zuletzt auf Initiative der Schriftstellerin Anna Rosmus, die sich mit der NS-Geschichte ihrer Heimatstadt Passau auseinandersetzte. Am 10. November 1996 erfolgte schließlich die Aufstellung des Mahnmals an einer zentralen Stelle in der Altstadt unweit des Flusses Inn.
Die Errichtung des Mahnmals wurde von der Herausgabe eines Schriftwerkes begleitet, das neben der Entstehungsgeschichte des Mahnmals auch einen Artikel des Historikers Peter Steinbach („Anstrengung der Erinnerung“) und einen Beitrag des Passauer Autors Stefan Rammer („Aspekte jüdischen Lebens in Passau“) beinhaltet.